# Unicodeblock Wancho
Der Unicodeblock Wancho (U+1E2C0 bis U+1E2FF) enthält die Zeichen des indischen Schriftsystems Wancho.

## Tabelle
Der Block ist erst mit Standard 12.0.0 (5. März 2019) definiert und deshalb dürfte es bisher kaum Fonts für die Darstellung geben.
| Unicodenummer    | Zeichen (400 %) | Kategorie                               | Bidirektionale Klasse       | Offizielle Bezeichnung | Beschreibung                    |
| ---------------- | --------------- | --------------------------------------- | --------------------------- | ---------------------- | ------------------------------- |
| U+1E2C0 (123584) | 𞋀               | anderer Buchstabe, Silbe oder Ideogramm | links nach rechts           | WANCHO LETTER AA       | Wancho-Buchstabe Aa             |
| U+1E2C1 (123585) | 𞋁               | anderer Buchstabe, Silbe oder Ideogramm | links nach rechts           | WANCHO LETTER A        | Wancho-Buchstabe A              |
| U+1E2C2 (123586) | 𞋂               | anderer Buchstabe, Silbe oder Ideogramm | links nach rechts           | WANCHO LETTER BA       | Wancho-Buchstabe Ba             |
| U+1E2C3 (123587) | 𞋃               | anderer Buchstabe, Silbe oder Ideogramm | links nach rechts           | WANCHO LETTER CA       | Wancho-Buchstabe Ca             |
| U+1E2C4 (123588) | 𞋄               | anderer Buchstabe, Silbe oder Ideogramm | links nach rechts           | WANCHO LETTER DA       | Wancho-Buchstabe Da             |
| U+1E2C5 (123589) | 𞋅               | anderer Buchstabe, Silbe oder Ideogramm | links nach rechts           | WANCHO LETTER GA       | Wancho-Buchstabe Ga             |
| U+1E2C6 (123590) | 𞋆               | anderer Buchstabe, Silbe oder Ideogramm | links nach rechts           | WANCHO LETTER YA       | Wancho-Buchstabe Ya             |
| U+1E2C7 (123591) | 𞋇               | anderer Buchstabe, Silbe oder Ideogramm | links nach rechts           | WANCHO LETTER PHA      | Wancho-Buchstabe Pha            |
| U+1E2C8 (123592) | 𞋈               | anderer Buchstabe, Silbe oder Ideogramm | links nach rechts           | WANCHO LETTER LA       | Wancho-Buchstabe La             |
| U+1E2C9 (123593) | 𞋉               | anderer Buchstabe, Silbe oder Ideogramm | links nach rechts           | WANCHO LETTER NA       | Wancho-Buchstabe Na             |
| U+1E2CA (123594) | 𞋊               | anderer Buchstabe, Silbe oder Ideogramm | links nach rechts           | WANCHO LETTER PA       | Wancho-Buchstabe Pa             |
| U+1E2CB (123595) | 𞋋               | anderer Buchstabe, Silbe oder Ideogramm | links nach rechts           | WANCHO LETTER TA       | Wancho-Buchstabe Ta             |
| U+1E2CC (123596) | 𞋌               | anderer Buchstabe, Silbe oder Ideogramm | links nach rechts           | WANCHO LETTER THA      | Wancho-Buchstabe Tha            |
| U+1E2CD (123597) | 𞋍               | anderer Buchstabe, Silbe oder Ideogramm | links nach rechts           | WANCHO LETTER FA       | Wancho-Buchstabe Fa             |
| U+1E2CE (123598) | 𞋎               | anderer Buchstabe, Silbe oder Ideogramm | links nach rechts           | WANCHO LETTER SA       | Wancho-Buchstabe Sa             |
| U+1E2CF (123599) | 𞋏               | anderer Buchstabe, Silbe oder Ideogramm | links nach rechts           | WANCHO LETTER SHA      | Wancho-Buchstabe Sha            |
| U+1E2D0 (123600) | 𞋐               | anderer Buchstabe, Silbe oder Ideogramm | links nach rechts           | WANCHO LETTER JA       | Wancho-Buchstabe Ja             |
| U+1E2D1 (123601) | 𞋑               | anderer Buchstabe, Silbe oder Ideogramm | links nach rechts           | WANCHO LETTER ZA       | Wancho-Buchstabe Za             |
| U+1E2D2 (123602) | 𞋒               | anderer Buchstabe, Silbe oder Ideogramm | links nach rechts           | WANCHO LETTER WA       | Wancho-Buchstabe Wa             |
| U+1E2D3 (123603) | 𞋓               | anderer Buchstabe, Silbe oder Ideogramm | links nach rechts           | WANCHO LETTER VA       | Wancho-Buchstabe Va             |
| U+1E2D4 (123604) | 𞋔               | anderer Buchstabe, Silbe oder Ideogramm | links nach rechts           | WANCHO LETTER KA       | Wancho-Buchstabe Ka             |
| U+1E2D5 (123605) | 𞋕               | anderer Buchstabe, Silbe oder Ideogramm | links nach rechts           | WANCHO LETTER O        | Wancho-Buchstabe O              |
| U+1E2D6 (123606) | 𞋖               | anderer Buchstabe, Silbe oder Ideogramm | links nach rechts           | WANCHO LETTER AU       | Wancho-Buchstabe Au             |
| U+1E2D7 (123607) | 𞋗               | anderer Buchstabe, Silbe oder Ideogramm | links nach rechts           | WANCHO LETTER RA       | Wancho-Buchstabe Ra             |
| U+1E2D8 (123608) | 𞋘               | anderer Buchstabe, Silbe oder Ideogramm | links nach rechts           | WANCHO LETTER MA       | Wancho-Buchstabe Ma             |
| U+1E2D9 (123609) | 𞋙               | anderer Buchstabe, Silbe oder Ideogramm | links nach rechts           | WANCHO LETTER KHA      | Wancho-Buchstabe Kha            |
| U+1E2DA (123610) | 𞋚               | anderer Buchstabe, Silbe oder Ideogramm | links nach rechts           | WANCHO LETTER HA       | Wancho-Buchstabe Ha             |
| U+1E2DB (123611) | 𞋛               | anderer Buchstabe, Silbe oder Ideogramm | links nach rechts           | WANCHO LETTER E        | Wancho-Buchstabe E              |
| U+1E2DC (123612) | 𞋜               | anderer Buchstabe, Silbe oder Ideogramm | links nach rechts           | WANCHO LETTER I        | Wancho-Buchstabe I              |
| U+1E2DD (123613) | 𞋝               | anderer Buchstabe, Silbe oder Ideogramm | links nach rechts           | WANCHO LETTER NGA      | Wancho-Buchstabe Nga            |
| U+1E2DE (123614) | 𞋞               | anderer Buchstabe, Silbe oder Ideogramm | links nach rechts           | WANCHO LETTER U        | Wancho-Buchstabe U              |
| U+1E2DF (123615) | 𞋟               | anderer Buchstabe, Silbe oder Ideogramm | links nach rechts           | WANCHO LETTER LLHA     | Wancho-Buchstabe Llha           |
| U+1E2E0 (123616) | 𞋠               | anderer Buchstabe, Silbe oder Ideogramm | links nach rechts           | WANCHO LETTER TSA      | Wancho-Buchstabe Tsa            |
| U+1E2E1 (123617) | 𞋡               | anderer Buchstabe, Silbe oder Ideogramm | links nach rechts           | WANCHO LETTER TRA      | Wancho-Buchstabe Tra            |
| U+1E2E2 (123618) | 𞋢               | anderer Buchstabe, Silbe oder Ideogramm | links nach rechts           | WANCHO LETTER ONG      | Wancho-Buchstabe Ong            |
| U+1E2E3 (123619) | 𞋣               | anderer Buchstabe, Silbe oder Ideogramm | links nach rechts           | WANCHO LETTER AANG     | Wancho-Buchstabe Aang           |
| U+1E2E4 (123620) | 𞋤               | anderer Buchstabe, Silbe oder Ideogramm | links nach rechts           | WANCHO LETTER ANG      | Wancho-Buchstabe Ang            |
| U+1E2E5 (123621) | 𞋥               | anderer Buchstabe, Silbe oder Ideogramm | links nach rechts           | WANCHO LETTER ING      | Wancho-Buchstabe Ing            |
| U+1E2E6 (123622) | 𞋦               | anderer Buchstabe, Silbe oder Ideogramm | links nach rechts           | WANCHO LETTER ON       | Wancho-Buchstabe On             |
| U+1E2E7 (123623) | 𞋧               | anderer Buchstabe, Silbe oder Ideogramm | links nach rechts           | WANCHO LETTER EN       | Wancho-Buchstabe En             |
| U+1E2E8 (123624) | 𞋨               | anderer Buchstabe, Silbe oder Ideogramm | links nach rechts           | WANCHO LETTER AAN      | Wancho-Buchstabe Aan            |
| U+1E2E9 (123625) | 𞋩               | anderer Buchstabe, Silbe oder Ideogramm | links nach rechts           | WANCHO LETTER NYA      | Wancho-Buchstabe Nya            |
| U+1E2EA (123626) | 𞋪               | anderer Buchstabe, Silbe oder Ideogramm | links nach rechts           | WANCHO LETTER UEN      | Wancho-Buchstabe Uen            |
| U+1E2EB (123627) | 𞋫               | anderer Buchstabe, Silbe oder Ideogramm | links nach rechts           | WANCHO LETTER YIH      | Wancho-Buchstabe Yih            |
| U+1E2EC (123628) | 𞋬                | Markierung ohne Extrabreite             | Markierung ohne Extrabreite | WANCHO TONE TUP        | Wancho-Modulationszeichen Tup   |
| U+1E2ED (123629) | 𞋭                | Markierung ohne Extrabreite             | Markierung ohne Extrabreite | WANCHO TONE TUPNI      | Wancho-Modulationszeichen Tupni |
| U+1E2EE (123630) | 𞋮                | Markierung ohne Extrabreite             | Markierung ohne Extrabreite | WANCHO TONE KOI        | Wancho-Modulationszeichen Koi   |
| U+1E2EF (123631) | 𞋯                | Markierung ohne Extrabreite             | Markierung ohne Extrabreite | WANCHO TONE KOINI      | Wancho-Modulationszeichen Koini |
| U+1E2F0 (123632) | 𞋰               | Dezimalziffer                           | links nach rechts           | WANCHO DIGIT ZERO      | Wancho-Ziffer Null              |
| U+1E2F1 (123633) | 𞋱               | Dezimalziffer                           | links nach rechts           | WANCHO DIGIT ONE       | Wancho-Ziffer Eins              |
| U+1E2F2 (123634) | 𞋲               | Dezimalziffer                           | links nach rechts           | WANCHO DIGIT TWO       | Wancho-Ziffer Zwei              |
| U+1E2F3 (123635) | 𞋳               | Dezimalziffer                           | links nach rechts           | WANCHO DIGIT THREE     | Wancho-Ziffer Drei              |
| U+1E2F4 (123636) | 𞋴               | Dezimalziffer                           | links nach rechts           | WANCHO DIGIT FOUR      | Wancho-Ziffer Vier              |
| U+1E2F5 (123637) | 𞋵               | Dezimalziffer                           | links nach rechts           | WANCHO DIGIT FIVE      | Wancho-Ziffer Fünf              |
| U+1E2F6 (123638) | 𞋶               | Dezimalziffer                           | links nach rechts           | WANCHO DIGIT SIX       | Wancho-Ziffer Sechs             |
| U+1E2F7 (123639) | 𞋷               | Dezimalziffer                           | links nach rechts           | WANCHO DIGIT SEVEN     | Wancho-Ziffer Sieben            |
| U+1E2F8 (123640) | 𞋸               | Dezimalziffer                           | links nach rechts           | WANCHO DIGIT EIGHT     | Wancho-Ziffer Acht              |
| U+1E2F9 (123641) | 𞋹               | Dezimalziffer                           | links nach rechts           | WANCHO DIGIT NINE      | Wancho-Ziffer Neun              |
| U+1E2FF (123647) | 𞋿               | Währungssymbol                          | europäisches Schlusszeichen | WANCHO NGUN SIGN       | Wancho-Zeichen Ngun             |